# Inder in Malaysia

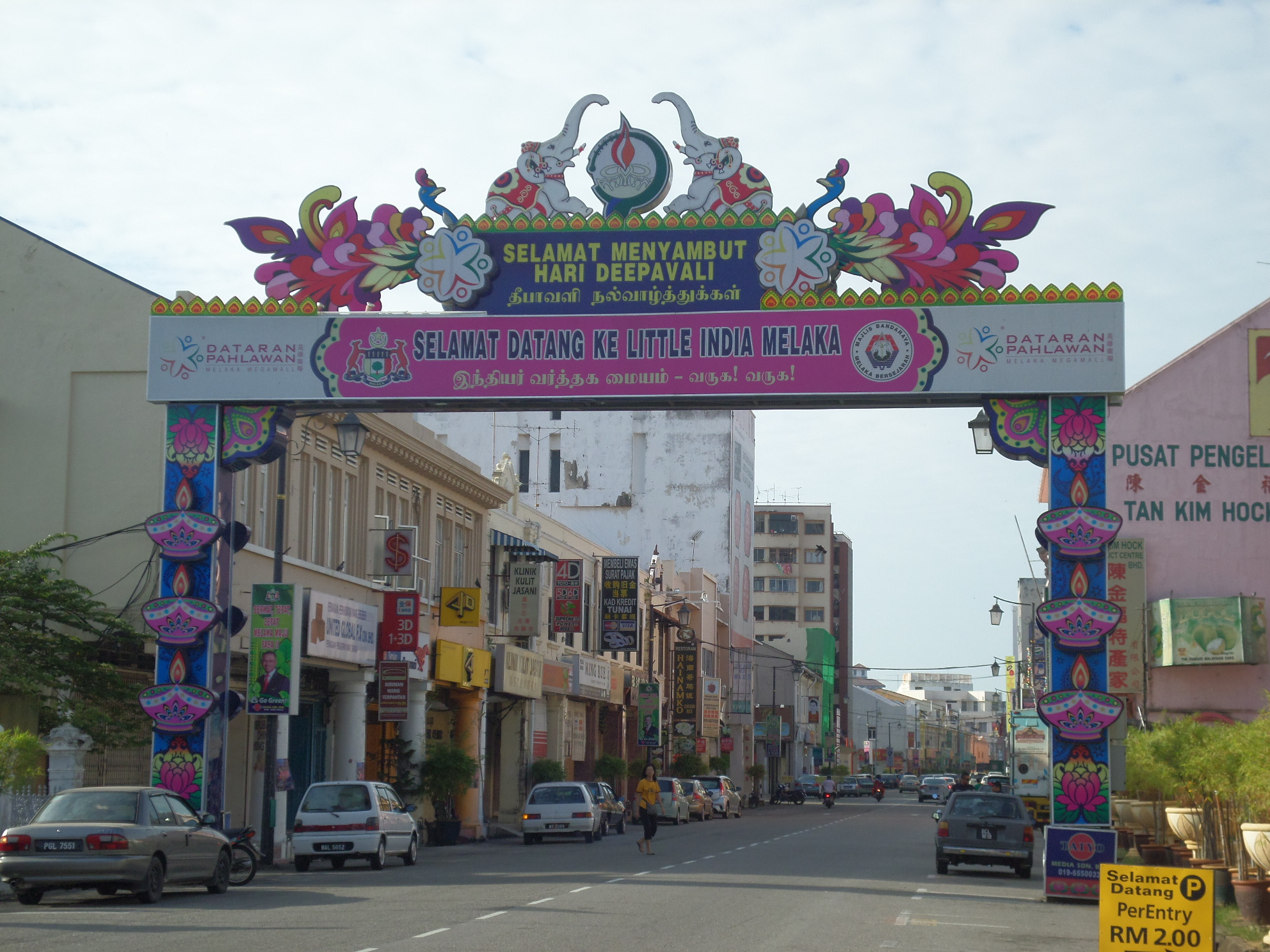
Little India in Malakka

Inder in Malaysia oder Indo-Malaysier (Malaysisch: Orang India) sind Bürger indischer oder südasiatischer Abstammung in Malaysia. Sie bilden heute die drittgrößte ethnische Gruppe in Malaysia, nach den Bumiputra und den Chinesen. 2023 hatten sie einen Bevölkerungsanteil von knapp 6,6 Prozent. Die meisten sind Nachkommen von Personen, die zwischen Mitte des 19. und Mitte des 20. Jahrhunderts aus dem britischen Indien nach Britisch-Malaya eingewandert sind und meistens Kulis waren. Die Mehrheit der malaysischen Inder sind ethnische Tamilen; kleinere Gruppen sind Malayalis, Sindhis, Gujaratis und Punjabis.

## Geschichte
Durch die tamilischen Chola gibt es eine knapp 1500 Jahre alte indische kulturelle Präsenz auf der Malaiischen Halbinsel. Dadurch hat die alte indische Zivilisation die Sprache, Kultur und vorislamische Religion der Malaien stark beeinflusst. In dieser frühen, auf Handel und kulturellem Austausch beruhenden Periode, wanderten bereits Menschen aus dem indischen Subkontinent ein, gingen jedoch mit der Zeit in der Mehrheitsbevölkerung auf. Nach der portugiesischen Kolonisierung von Malakka im Jahr 1511 ermutigte die portugiesische Regierung ihre Entdecker, ihre angeheirateten indischen Frauen mitzubringen, wenn diese bereits zum römisch-katholischen Christentum konvertiert waren. Dies erfolgte im Rahmen einer von Afonso de Albuquerque, dem damaligen Vizekönig von Portugiesisch-Indien, festgelegten Politik. Die meisten dieser Frauen stammten aus Goa und Bombay (Mumbai). Mit der Übernahme von Penang, Malakka und Singapur durch die Briten – den Straits Settlements – zwischen 1786 und 1824 begann ein stetiger Zustrom indischer Arbeitskräfte, diesmal meistens Männer. Dabei handelte es sich um Händler, Polizisten, Plantagenarbeiter und Kolonialsoldaten (siehe Sepoys). Darüber hinaus gab es auch eine beträchtliche Zuwanderung von Indern, die aufgrund ihrer allgemein guten Englischkenntnisse in der britischen Kolonialregierung arbeiteten.

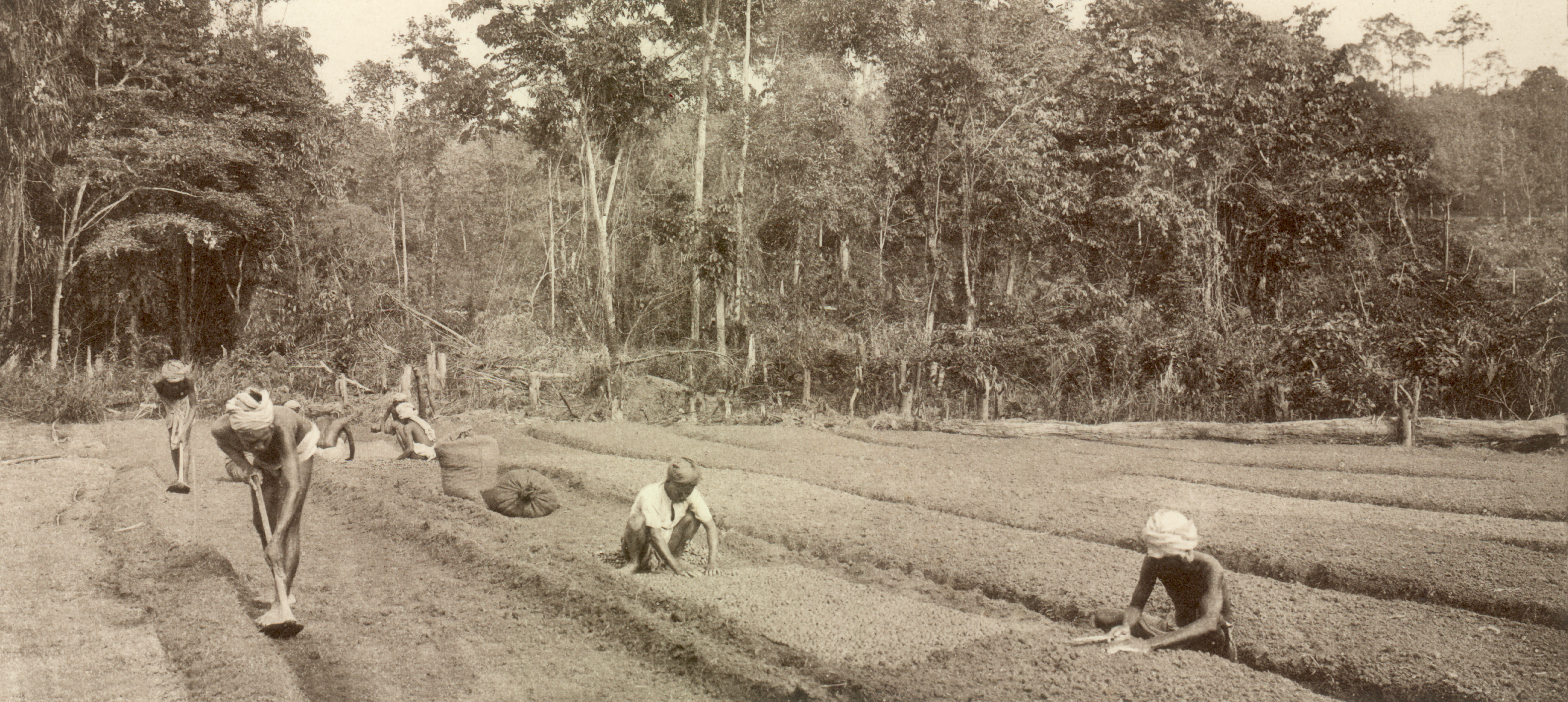
Indische Arbeiter auf einer Gummi-Plantage (ca. 1910)

Durch den Aufbau einer intensiven Plantagenwirtschaft durch die Briten kamen zahlreiche Inder als landwirtschaftliche Arbeiter nach Malaysia. Im Rahmen des Kangani-Systems wurde die Anwerbung und Verwaltung von Personen übernommen, die Kangani genannt wurden (vom tamilischen Wort für „derjenige, der beobachtet“, was dem englischen Wort foreman entspricht, wobei das Wort kan im Tamilischen „Auge“ bedeutet) und die Migranten aus Indien, vor allem aus Südindien nach Malaysia brachten. Diese Migranten wurden über Netzwerke von Freunden, Familienangehörigen und anderen Kontakten direkt angeworben, wobei dieselbe Person dann für die Überwachung der von ihnen angeworbenen Arbeiter verantwortlich war. Die meisten dieser Arbeiter lebten nach ihrer Ankunft in einer Art Schuldknechtschaft. Ihr Status unterschied sich nur wenig von dem von Leibeigenen aus dem Mittelalter. Während die meisten der Plantagenarbeiter aus dem heutigen Tamil Nadu kamen und Tamilen waren, übten Inder schon damals verschiedene Rollen in der Gesellschaft von British Malaya aus. So waren viele Sikh aus dem Punjab Polizisten, während Angehörige der Kaste der Chettiar sich als Geldverleiher betätigten.
Die indische Bevölkerung in Malaya und Singapur vor der Unabhängigkeit bestand überwiegend aus erwachsenen Männern, die alleinstehend waren oder Familie in Indien und Sri Lanka hatten. Daher schwankte die Bevölkerungszahl häufig zwischen Zeiten der Einwanderung nach Malaya und Zeiten der Heimkehr nach Indien. Bereits 1901 belief sich die indische Bevölkerung in den Straits Settlements und den Föderierten Malaiischen Staaten auf etwa 120.000. Im Jahr 1931 gab es 640.000 Inder in Malaya und Singapur, und in jenem Jahr übertrafen sie sogar die Zahl der einheimischen Malaien in Selangor. Während des Zweiten Weltkriegs gingen jedoch viele indische Männer und Frauen als Teil der Indischen Nationalarmee nach Birma, wo zahlreiche von ihnen zu Tode kamen. Infolgedessen stieg die Zahl der Inder im Jahr 1957 nur noch auf 820.000 an. Nach der Unabhängigkeit Malaysias wurde im neuen Staat die Vorherrschaft der Malaien (Ketuanan Melayu) von der UMNO institutionalisiert. Deshalb entschlossen sich einige Inder in Malaysia nach den Rassenunruhen in Kuala Lumpur von 1969 zur Auswanderung, um der Diskriminierung gegen sie zu entgehen. Dadurch und durch im Vergleich mit den Bumiputra niedrigerer Geburtenraten war der Anteil der Inder in Malaysia seit den 1960er Jahren tendenziell rückläufig.

## Demografie
2023 lebten knapp zwei Millionen Inder in Malaysia und hatten damit einen Anteil von knapp 6,6 % an der Gesamtbevölkerung. Es besteht eine enge Übereinstimmung zwischen der ethnischen Zusammensetzung und den historischen Wirtschaftsstrukturen in Malaysia, was sich zwangsläufig in der geografischen Verteilung der Inder in Malaya widerspiegelt. So haben Inder in den Städten und in den alten Hochburgen der Plantagenwirtschaft den höchsten Anteil an der Gesamtbevölkerung. Die südindischen Tamilen bildeten im ganzen Land die Mehrheit der Inder und haben einen Anteil von knapp 80 Prozent. Selangor ist der Staat mit den meisten Indern in absoluten Zahlen, während Negeri Sembilan der Staat mit dem höchsten Anteil malaysischer Inder an der Bevölkerung ist.
Der größte Teil der Inder in Malaysia sind Anhänger des Hinduismus (86,2 Prozent bei der Volkszählung 2010). Kleinere Anteile haben Christen (6,0 %), Muslime (4,1 %), Buddhisten (1,7 %) oder sind Anhänger anderer Religionen (1,9 %). Verschiedene Religionen, Sprachgruppen und sogar Kasten unter den Indern lebten zudem lange getrennt voneinander. Die indischen Muslime heiraten häufiger Malaien, die Hindus dagegen überwiegend untereinander. Es gibt auch einige Personen, die aus der Verbindung von Indern mit Chinesen in Malaysia hervorgegangen sind, welche als Chindians bezeichnet werden.
Da viele Inder in Malaysia Tamil sprechen, gibt es ein privates Schulsystem in Malaysia mit Tamil als Unterrichtssprache. Dieses erhält allerdings wenig Unterstützung von der Regierung, welche das Malaysische als nationale Bildungssprache fördern will. Beim Zugang zu den nationalen Universitäten gibt es deshalb Nachteile für die Inder.
| Staat           | Anteil der Inder |
| --------------- | ---------------- |
| Negeri Sembilan | 14,3 %           |
| Perak           | 11,5 %           |
| Selangor        | 11,3 %           |
| Kuala Lumpur    | 10,0 %           |
| Penang          | 9,7 %            |
| Johor           | 6,6 %            |
| Kedah           | 6,3 %            |
| Malakka         | 5,6 %            |
| Pahang          | 3,7 %            |
| Perlis          | 1,8 %            |
| Putrajaya       | 1,2 %            |
| Labuan          | 1,1 %            |
| Kelantan        | 0,3 %            |
| Terengganu      | 0,2 %            |
| Sabah           | 0,2 %            |
| Sarawak         | 0,2 %            |
| Malaysia        | 6,7 %            |

## Wirtschaftliche Lage
Die indische Bevölkerung Malaysias zeichnet sich durch ihre Klassenschichtung aus, mit einer Elite von Spitzenverdienern und einer großen Gruppe von Menschen mit niedrigem Einkommen. Bei den Ärzten und Anwälten im Land haben die Inder einen hohen Anteil, der ihren Anteil an der Bevölkerung deutlich übersteigt. Durch die Neue Ökonomische Politik der Regierung sind die Inder aber ökonomisch gegenüber den Bumiputra benachteiligt, wenn es zum Beispiel um den Zugang zu Stellen in Staatsunternehmen geht. Während die Chinesen traditionell die Geschäftswelt dominieren, hat dies dazu geführt, dass die Inder zu einer doppelt benachteiligen Drittgruppe wurden. Unter den ärmsten Bewohnern Malaysias sind Inder überrepräsentiert. Im Jahr 2015 hatten etwa 40 % der Inder ein unterdurchschnittliches Einkommen, während das oberste Fünftel sehr wohlhabend war.
1970 war das Pro-Kopf-Einkommen der malaysischen Inder 76 % höher als das der Malaien. Trotz der Versuche der malaysischen Regierung, den Wohlstand seit den 1970er Jahren durch eine institutionalisierte Umverteilungspolitik umzuschichten, hatten malaysische Inder 2005 immer noch ein 27 % höheres Pro-Kopf-Einkommen als die politisch dominierende Malaien, was sich anhand der Dominanz der Inder in einigen typischen Mittelschichtberufen erklären lässt. Bei der Volkszählung von 1984 waren bis zu 38 % der medizinischen Fachkräfte des Landes Inder, auch wenn sich dieser Anteil inzwischen verringert hat.